# Primærrute 12
Die Primærrute 12, auch einfach nur Rute 12 genannt, ist eine Hauptstraße in Dänemark, die im Westen Dänemarks verläuft. Sie führt von Esbjerg an der Europastraße 20 bis südlich von Viborg an der Primærrute 13. Die Gesamtlänge beträgt hier 129 Kilometer.

## Wichtige Ortschaften entlang der Strecke
- Esbjerg
- Varde
- Herning
- Viborg